# Poupatempo
Poupatempo é um projeto criado e implantado pelo governo do estado de São Paulo na gestão Mário Covas, do PSDB, em 1997 e administrado pela PRODESP. Oferece em um mesmo local mais de 400 serviços desde emissão de cédula de identidade, de atestado de antecedentes criminais, de carteira profissional, de carteira nacional de habilitação, de licenciamento veicular, entre outros. Atualmente, são 100 unidades em todo o estado de São Paulo. O programa também conta com o atendimento online desde 2020, atualmente oferecendo 184 serviços a partir do Website oficial ou do aplicativo oferecido pelo programa.
Em 2015, uma pesquisa revelou que 97% dos usuários aprovaram o atendimento prestado nas unidades do programa.
Em Outubro de 2016, começaram a ser distribuídos totens de autoatendimento do serviço em locais como Shopping Centers, Supermercados, estações de Metrô e de Trem, entre outros, prestando serviços básicos como imprimir documentos básicos e realizar agendamentos para qualquer unidade física do programa. Atualmente, existem 34 totens pelo estado, 26 na capital, 6 na Grande São Paulo e outros 2 no interior do estado.

Com a inauguração do Poupatempo de Junqueirópolis em Dezembro de 2021, o programa passou a contar com 100 unidades fixas pelo estado.

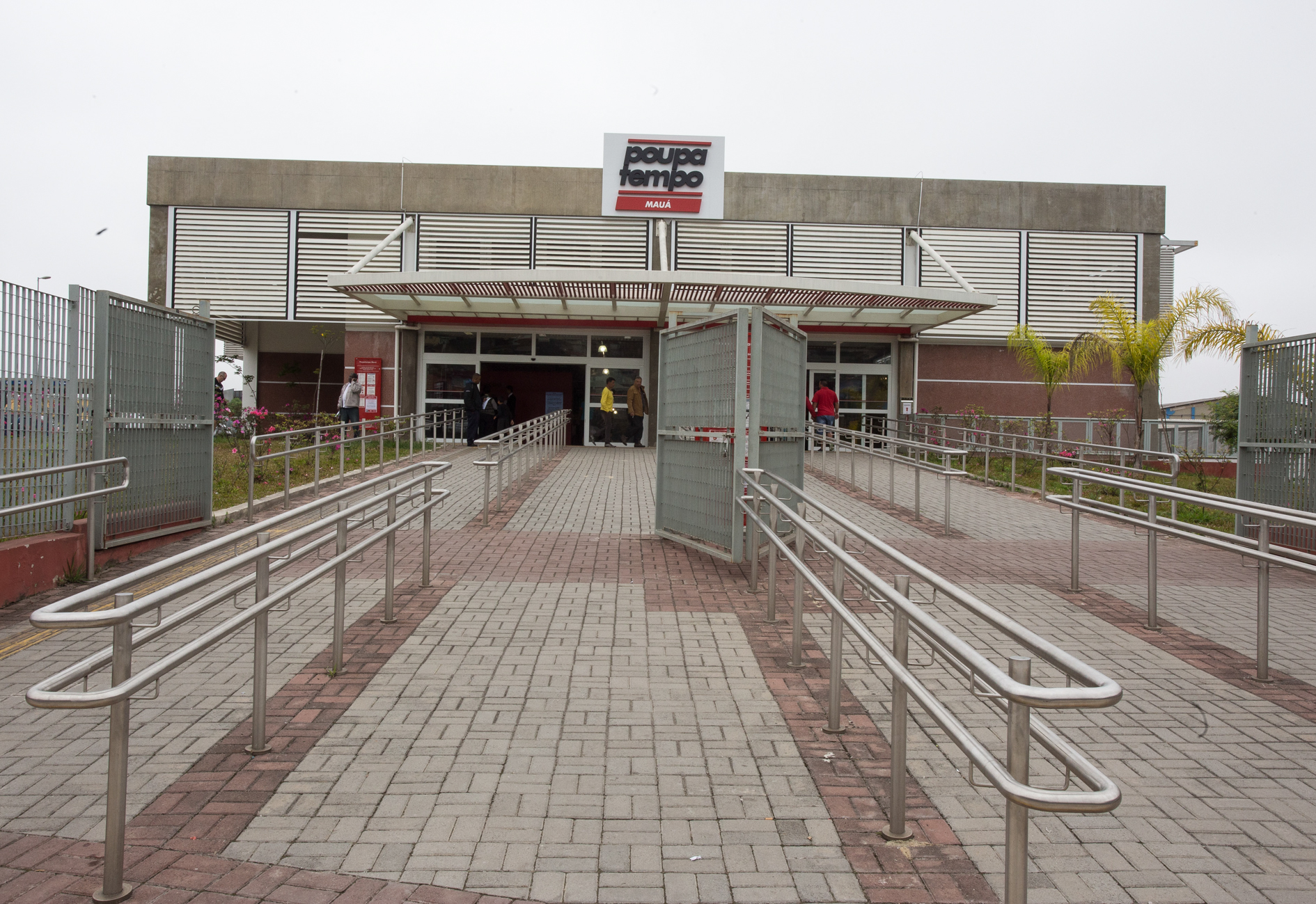
Poupatempo de Mauá

## Unidades
Capital
- Alesp
- Cidade Ademar
- Itaquera
- Lapa
- Santo Amaro
- Sé

Grande São Paulo
- Caieiras
- Carapicuíba
- Cotia
- Diadema
- Ferraz de Vasconcelos
- Franco da Rocha
- Guarulhos
- Itaquaquecetuba
- Mauá
- Mogi das Cruzes
- Osasco
- Santo André
- São Bernardo do Campo
- Suzano
- Taboão da Serra

Litoral
- Caraguatatuba
- Cubatão
- Guarujá
- Praia Grande
- Santos
- São Vicente
- Ubatuba

Interior
- Aguaí
- Americana
- Andradina
- Araçatuba
- Araraquara
- Araras
- Assis
- Atibaia
- Avaré
- Barretos
- Bauru
- Bebedouro
- Birigui
- Boituva
- Botucatu
- Bragança Paulista
- Caçapava
- Campinas
- Capão Bonito
- Catanduva
- Cerquilho
- Dracena
- Fernandópolis
- Franca
- Guaratinguetá
- Hortolândia
- Ibaté
- Ibitinga
- Indaiatuba
- Itapetininga
- Itapeva
- Itatiba
- Itatinga
- Itu
- Jacareí
- Jaú
- Jales
- Jundiaí
- Junqueirópolis
- Lençóis Paulista
- Limeira
- Lins
- Marília
- Matão
- Mococa
- Mogi Guaçu
- Neves Paulista
- Ourinhos
- Penápolis
- Pindamonhangaba
- Piquete
- Piracicaba
- Porto Ferreira
- Presidente Prudente
- Registro
- Ribeirão Preto
- Rio Claro
- Salto
- Santa Bárbara d'Oeste
- São Carlos
- São João da Boa Vista
- São José do Rio Preto
- São José dos Campos
- Serra Negra
- Sertãozinho
- Sorocaba
- Sumaré
- Tatuí
- Taubaté
- Tupã
- Votuporanga

Nota: Informações retiradas do sítio oficial do programa.

## Agendamentos
Em razão da crescente procura por serviços, a administração do órgão instituiu o sistema de agendamentos. Para receber atendimento a serviços específicos, o usuário precisa marcar uma data com antecedência. O agendamento no Poupatempo é necessário para todas as operações listadas abaixo:
- Cadastro de Emprego
- CNH – 1ª habilitação, Reabilitação de Permissionário, Adição/Mudança de Categoria
- CNH – 2ª Via, Troca da permissão para dirigir pela CNH definitiva
- CNH – Processo de Suspensão e de Cassação
- CNH – Renovação com exame médico fora do Poupatempo
- CNH – Renovação com exame médico no Poupatempo
- Emissão da Carteira de Trabalho e Previdência Social (CTPS)
- Emissão do Atestado de Antecedentes Criminais (ACC)
- Emissão do RG – Carteira de Identidade (1ª e 2ª via)
- Entrada no Seguro-Desemprego
- Serviços relacionados à veículos